# Liste der Naturdenkmale in Frittlingen
| Naturdenkmale | Anzahl |
| ------------- | ------ |
| FND           | 0      |
| END           | 1      |
| Gesamt        | 1      |

Die Liste der Naturdenkmale in Frittlingen nennt die verordneten Naturdenkmale (ND) der im baden-württembergischen Landkreis Tuttlingen liegenden Gemeinde Frittlingen. In Frittlingen gibt es insgesamt ein als Naturdenkmal geschütztes Objekt, es gibt kein flächenhaftes Naturdenkmal (FND), es handelt sich um ein Einzelgebilde-Naturdenkmal (END).
Stand: 31. Oktober 2016.

## Einzelgebilde (END)
| Name                        | Bild | Kennung     | Einzelheiten | Position | Fläche Hektar | Datum         |
| --------------------------- | ---- | ----------- | ------------ | -------- | ------------- | ------------- |
| 1 Linde bei der Öschkapelle |      | 83270170001 | Frittlingen  | ⊙        | 0,0           | 14. Okt. 1991 |
| Legende für Naturdenkmal    |      |             |              |          |               |               |